# 匆匆那年 (歌曲)
《匆匆那年》是华语歌手王菲在2013年为好友张一白导演的电影《匆匆那年》演唱的一首电影主题曲。

## 创作背景
《匆匆那年》是继《因为爱情》后，王菲第二次为导演张一白的电影演唱主题曲。在电影发布会上，王菲讲到歌曲录制细节，称“我觉得（这首歌）不好唱，我也录了两次；第一次录完不是很满意，又录了一次”。

## 影响
《匆匆那年》的MV一經發布，便引起；章子怡、陳奕迅、舒淇、徐靜蕾、李冰冰、黃曉明、楊冪、刘嘉玲、佟大为、高晓松等逾70位明星轉發，眾多知名人士也加入熱議行列。
主題曲MV曝光24小時內便創下多項新紀錄：3小時突破100萬播放量，打破《小時代3》主題曲《時間煮雨》3小時25分破百萬的紀錄；24小時播放量達627萬，遠超《後會無期》主題曲《平凡之路》MV創下的407萬播放紀錄；48小时播放量突破800万；57小时突破一百万，宣告电影物料营销进入“千万级”時代。
11月5日，歌曲《匆匆那年》在百度音乐、虾米音乐、酷狗音乐、天天动听、网易云音乐、多米音乐、蜻蜓FM、唱吧等几乎所有主流音乐平台霸榜，拿下包括QQ音乐巅峰榜、虾米音乐榜、酷狗音乐华语新歌榜、天天动听动听新歌榜、网易云音乐热歌榜及飙升榜等在内的多个榜单冠军。
2014年11月18日，《匆匆那年》MV以累计3590万的播放数据创下单只电影宣传视频播放总量的最高纪录。
歌曲《匆匆那年》在台湾创下“电影歌曲播放量最高”纪录，在中國大陸打破试听人数纪录，被媒体誉为2014年“年度第一金曲”。

## 奖项
| 年份   | 颁奖礼           | 奖项                   | 结果 |
| 2015年 | 东方风云榜       | 动感101年度金曲        | 獲獎 |
| 2015年 | 音乐风云榜       | 组委会推荐十大金曲奖   | 獲獎 |
| 2015年 | 音乐风云榜       | 最佳电影歌曲奖         | 獲獎 |
| 2015年 | 全球流行音乐金榜 | 年度20大金曲           | 獲獎 |
| 2015年 | 全球流行音乐金榜 | 年度最佳电影主题曲     | 獲獎 |
| 2015年 | 全球流行音乐金榜 | 加拿大中文电台点播冠军 | 獲獎 |